# Carl Sjöberg (politiker)
Carl Felix Sjöberg (i riksdagen kallad Sjöberg i Sävsjö), född 20 augusti 1854 i Hylletofta församling, död 13 december 1932 i Sävsjö församling, var en lantbrukare och politiker. Han var ledamot av riksdagens andra kammare 1909–1911 och 1912. Tillhörde Första kammarens nationella parti och efter ihopslagningen 1912 lantmanna- och borgarpartiet. I Riksdagen skrev han fyra egna motioner, bl a om äggtull och om befrielse från värnplikt för om åter inflyttade emigranter.